# Hallgeir Brenden
Hallgeir Brenden (Trysil, 10 februari 1929 - Lillehammer, 21 september 2007) was een Noors langlaufer.

## Carrière
Brenden won tijdens de spelen van 1952 in eigen land de gouden medaille op de 18 kilometer en de zilveren medaille op de estafette. Vier jaar later won Brenden wederom de gouden medaille op de korte afstand, de 18 kilometer was vervangen door de 15 kilometer. Tijdens de spelen van 1960 won Brenden de zilveren medaille op de estafette.

## Belangrijkste resultaten

### Olympische Winterspelen
| Editie | Plaats            | Resultaten                                  |
| ------ | ----------------- | ------------------------------------------- |
| 1952   | Oslo              | 18 km · estafette                           |
| 1956   | Cortina d'Ampezzo | 15 km · 14e 30 km · 4e estafette            |
| 1960   | Squaw Valley      | 14e 15 km · 9e 30 km · 9e 50 km · estafette |

### Wereldkampioenschappen langlaufen
| Jaar | Plaats            | Resultaten                                  |
| ---- | ----------------- | ------------------------------------------- |
| 1952 | Oslo              | 18 km · estafette                           |
| 1956 | Cortina d'Ampezzo | 15 km · 14e 30 km · 4e estafette            |
| 1960 | Squaw Valley      | 14e 15 km · 9e 30 km · 9e 50 km · estafette |